# Рупор Кремля
«Ру́пор Кремля́» — політичне кліше, яке використовується, в основному, як синонім терміну «російська пропаганда» представниками російської опозиції на адресу різних організацій, політичних партій, представників ЗМІ, та окремих людей, які вкрай радикально (фанатично, беззастережно) підтримують, і всіляко агітують внутрішню і зовнішню політику що проводиться російським керівництвом взагалі, і адміністрацією президента Російської федерації зокрема. В основному, така підтримка виражається в антиамериканських, антиукраїнських і антигрузинських гаслах.
Вираз використовувався також в часи «холодної війни», був антиподом виразу «ворожі голоси».
Існує думка, що завдання «Рупора Кремля» — за «вказівкою зверху» або без, проголошувати ту точку зору, яку сам Кремль не може висловлювати з міркувань політкоректності.
В різний час «Рупором Кремля» називали: Перший канал, НТВ, РТР, Russia Today,Перший Балтійський канал, Російську газету, партію «Єдина Росія», партію «Родіна», «Партію політики Путіна», Інститут країн СНД Євразійський союз молоді, «Центр політичної коньюктури Росії» Дмитра Рогозіна, Костянтина Затуліна, Юрія Лужкова, Сергія Маркова, Михайла Леонтьєва, Глеба Павловського, Виталія Іванова Рамзана Кадирова, Геннадія Оніщенка,Володимира Жириновського, Максима Шевченка, Наталію Вітренко та інших.